# Теребля (село)
Тере́бля (укр. Теребля) — село в Буштынской поселковой общине Тячевского района Закарпатской области Украины.

## История
В июле 1995 года Кабинет министров Украины утвердил решение о приватизации находившегося здесь совхоза.
Население по переписи 2001 года составляло 3705 человек.